# Wessington Springs
La ville de Wessington Springs est le siège du comté de Jerauld, dans l’État du Dakota du Sud, aux États-Unis. Lors du recensement de 2010, sa population s’élevait à 956 habitants. La municipalité s'étend sur 1,77 milles carrés (4,58 km2).
La localité est fondée en 1876 sous le nom de Wessington. Renommée Elmer par la poste en 1882, elle adopte son nom actuel sous pression de ses habitants. Son nom fait référence aux sources (en anglais : springs) qui coulent depuis les Wessington Hills.

## Démographie
| 1900 | 1910  | 1920  | 1930  | 1940  | 1950  |
| ---- | ----- | ----- | ----- | ----- | ----- |
| 320  | 1 093 | 1 618 | 1 401 | 1 352 | 1 453 |

| 1960  | 1970  | 1980  | 1990  | 2000  | 2010 |
| ----- | ----- | ----- | ----- | ----- | ---- |
| 1 488 | 1 300 | 1 203 | 1 083 | 1 011 | 956  |